# Blacus chinjuensis
Blacus chinjuensis är en stekelart som beskrevs av Sergey A. Belokobylskij och Ku 1998. Blacus chinjuensis ingår i släktet Blacus och familjen bracksteklar. Inga underarter finns listade.